# قرائت‌های ده‌گانه

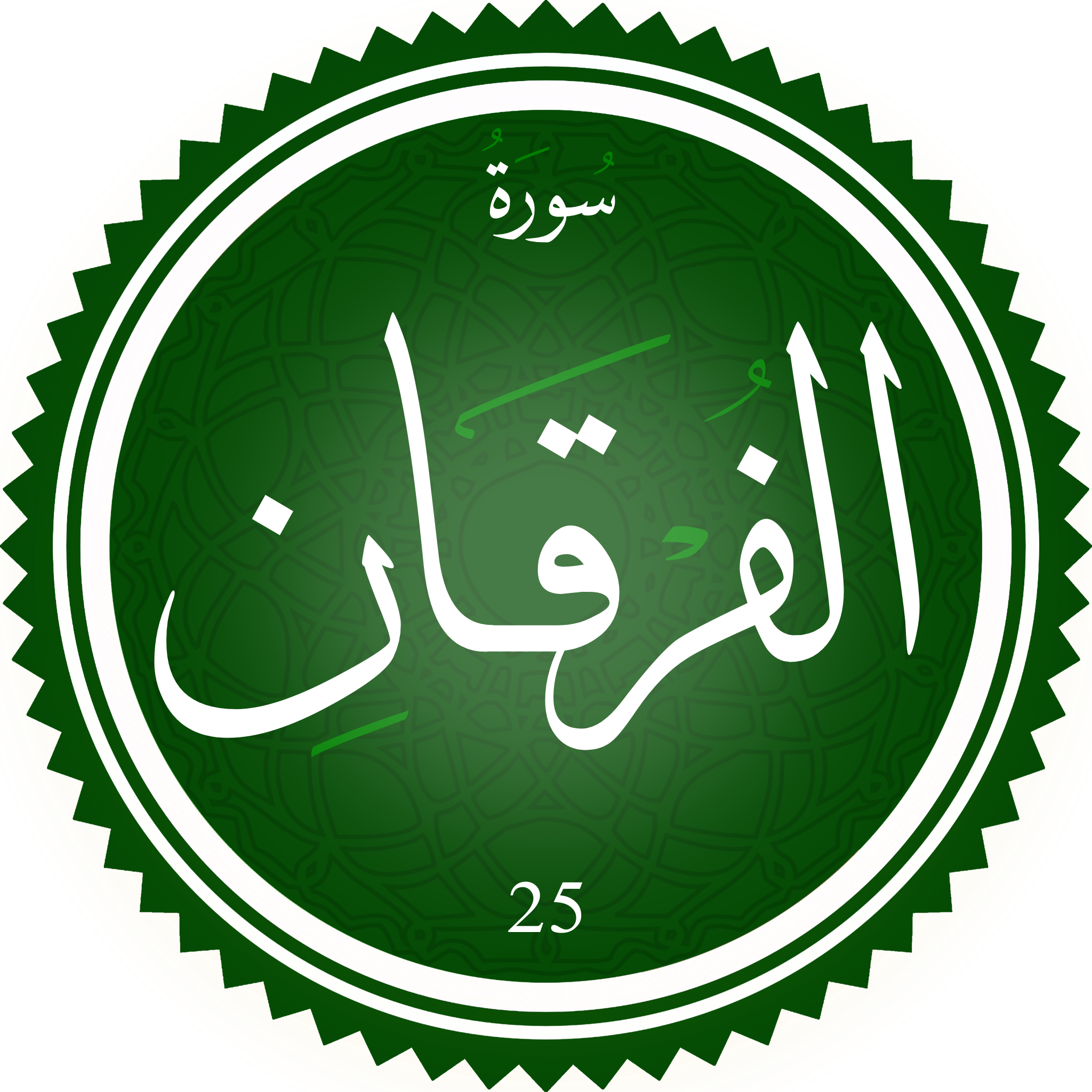
صفحه‌آرایی سوره فرقان

قرائت‌های ده‌گانه یا خوانش‌های ده‌گانه ده شیوه خوانش قرآن که پژوهشگران قرآن آن شیوه‌های قرآن‌خوانی را تأیید کرده‌اند. پس از پژوهش و جستجوی فراوان دانشمند اسلامی ابن جزری سه خوانش دیگر را به خوانش‌های هفت‌گانه پیاپی افزود بنابراین برآیند شیوه‌های قرآن‌خوانی به ده خوانش افزایش یافت و این سه خوانش وابسته به این پیشوایان :ابوجعفر مدنی، یعقوب حضرمی و خلف پسر هشام است.

## رواج
بیشتر مسلمانان به خوانش حفص از عاصم آشنا هستند؛ خوانش نافعی در کشورهای باختر عربی گسترده‌تر است و در کشور سودان و استان حضرموت یمن خوانشی که از دوری از ابوعمرو روایت شده قرآن را تلاوت می‌کنند.
از این میان بیشتر پژوهشگران اسلامی در زمینه ویژه قرآن به ده شیوه خواندن قرآن آگاهی لازم را دارند.

## قرائت‌های ده‌گانه
فهرست ده پیشوای ده قرائت قرآن:
1. نافع بن عبدالرحمن
2. ابن کثیر مکی
3. ابوعمرو بن العلاء
4. ابن عامر
5. عاصم کوفی
6. حمزه کوفی
7. کسائی کوفی
8. ابوجعفر یزید بن ققاع مدنی
9. یعقوب بن اسحاق حضرمی بصری
10. خلف بن هشام